# Unabhängigkeitsplatz (Minsk)
Der Unabhängigkeitsplatz (belarussisch Плошча Незалежнасці Ploschtscha Nesaleschnaszi; russisch Площадь Независимости Ploschtschad Nesawissimosti) ist ein Platz in der belarussischen Hauptstadt Minsk, der sich am Unabhängigkeitsboulevard befindet. 

## Geschichte
Das Gebiet am Unabhängigkeitsplatz wurde an der Wende zum 20. Jahrhundert bebaut. Die einzigen erhaltenen Gebäude aus dieser Zeit sind die Kirche des heiligen Simon und der heiligen Helena sowie die Häuser Nummer 17 und 19 an der Sowjetischen Straße, die Elemente des Jugendstils enthalten. In den 1930er-Jahren wurden der Campus der Belarussischen Staatsuniversität, das Regierungsgebäude sowie das Hauptgebäude der Belarussischen Pädagogischen Universität erbaut. Der damalige Leninplatz wurde nach den Plänen des Architekten Iosif Langbard errichtet und sollte als Hauptplatz der Stadt dienen. In den 1960er-Jahren wurde der Leninplatz massiv ausgebaut und nahm eine Fläche von 7 Hektar ein, was ihn zum größten Platz Europas machte. Der Platz erhielt eine rechteckige Form und hatte eine kleine Grünfläche im Zentrum. Der offene Teil des Platzes gegenüber dem Regierungsgebäude wurde als Forum für sowjetische Militärparaden und für Massenveranstaltungen genutzt.
1991 erhielt der Platz seinen heutigen Namen Unabhängigkeitsplatz. Während der Präsidentschaftswahl in Belarus 2010 am 19. Dezember 2010 kam es zu einer Großdemonstration auf dem Platz, die gewaltsam niedergeschlagen wurde.
2020 fanden auf dem Platz und zahlreichen anderen Schauplätzen die Proteste nach der Präsidentschaftswahl in Belarus 2020 statt. Am 23. August versammelten sich dort Zehntausende.